# Gabriel Delanne
Pour les articles homonymes, voir Delanne.
François-Marie Gabriel Delanne, né le 23 mars 1857 à Paris où il est mort le 15 février 1926, est un essayiste spirite français, connu surtout pour son ouvrage intitulé Le Phénomène spirite.

## Biographie
Il fut l'un des principaux continuateurs du spiritisme après le décès d'Allan Kardec, aux côtés de Léon Denis et Camille Flammarion. Il présida l'Union Spirite Française en 1883, qu'il refonda en 1919 avec l'appui de Jean Meyer et le soutien de Léon Denis. Durant ce temps-là, il aura créé la Société Française d'Étude des Phénomènes Psychiques, anciennement Fédération Spirite Universelle, qui demeure active encore à ce jour, à l'instar de l'USF.
Ses écrits étaient consacrés principalement à la question de l'immortalité de l'âme et la réincarnation. Comme Ernest Bozzano et Camille Flammarion, il privilégia en tant que spirite une approche scientifique des phénomènes psychiques. Il dirigea deux revues que sont la revue Le Spiritisme, puis La Revue scientifique et morale du spiritisme, qui sera absorbée par la Revue Spirite à son décès.
Il est inhumé au cimetière du Père-Lachaise (44e division).

## Publications

### Ouvrages
- Gabriel Delanne et G. Bourniquel, Visions et incarnations. Identification des esprits. Étude critique et preuves expérimentales de la survie. Ecoutons les morts, Paris, éditeur Henri Durville, 340 p. (BNF 32008049)
- Gabriel Delanne, Le Spiritisme devant la science, Dentu, Paris (1re éd. 1885) (BNF 30313730, lire en ligne)
- Gabriel Delanne, Le phénomène spirite : témoignage des savants, étude historique, exposition méthodique de tous les phénomènes, discussions des hypothèses, conseils aux médiums, la théorie philosophique, Paris, Chamuel, 1893, 296 p. (BNF 30313726)
- Gabriel Delanne, L'Âme est immortelle, démonstration expérimentale, Paris, Chamuel, 1899, 468 p. (BNF 30313724)
- Gabriel Delanne, L'Évolution animique, essais de psychologie physiologique suivant le spiritisme, Paris, Chamuel, 1896, 368 p. (BNF 30313725)
- Gabriel Delanne, Recherches sur la médiumnité : étude des travaux des savants, l'écriture automatique des hystériques, l'écriture mécanique des médiums, preuves absolues de nos communications avec le monde des esprits, Paris, Librairie des sciences psychiques, 1902 (1re éd. 1898), 515 p. (BNF 30313729)
- Gabriel Delanne, Les apparitions matérialisées des vivants & des morts, t. I : Les fantômes de vivants, Paris, Leymarie (1re éd. 1909), 527 p. (BNF 32008044, lire en ligne)
- Gabriel Delanne, Les apparitions matérialisées des vivants & des morts, t. II : Les apparitions des morts, Paris, Leymarie (1re éd. 1911), 841 p. (BNF 32008044, lire en ligne)
- Gabriel Delanne, Documents pour servir à l'étude de la réincarnation, Paris, Éditions de la Bibliothèque de philosophie spiritualiste, 1924, 408 p. (BNF 32008045)

### Ouvrages préfacés
- Henri Sausse (préf. Gabriel Delanne), Biographie d'Allan Kardec, discours prononcé à Lyon le 31 mars 1896, Tours, impr. de E. Arrault, 1896, 32 p. (BNF 31303249)
- par un adepte (préf. Gabriel Delanne), Spiritisme moderne : Katie King, histoire de ses apparitions d'après les documents anglais (Extrait de la "Revue spirite", 1897), Paris, éditeur P.-G. Leymarie, 1899 (BNF 33611022)
- Henri Regnault (préf. Gabriel Delanne), La Réalité spirite : essai de réfutation des sermons du R. P. Mainage (Extrait de la "Revue spirite", 1897), Paris, R. Madaury, 1921, 38 p. (BNF 33611022)
- Paul Bodier, La Villa du silence : Documents posthumes d'un docteur en médécine au sujet d'un cas de réincarnation, Paris, libr.-éditeur P. Leymarie, 1921, 225 p. (BNF 31830870)
- Madame de  Watteville (préf. Gabriel Delanne), Ceux qui nous quittent : extraits de communications médianimiques obtenues par Mme de W., Saint-Victor-sur-Rhins, Éd. du Fil d'argent, 2007, 313 p. (BNF 40980645)

### Périodiques
- Le Spiritisme [« Le Spiritisme : organe officiel de l'Union Spirite Française »] (journal mensuel dirigé par Gabriel Delanne), de 1883 à 1895 (BNF 34400625)
- Revue scientifique et morale du spiritisme (périodique dirigé par Gabriel Delanne), juillet 1896-1926 (BNF 32861420, lire en ligne)
- Institut Métapsychique International, La Revue Métapsychique : Bulletin de l'Institut Métapsychique International (comité de rédaction : Charles Richet, Gabriel Delanne, Camille Flammarion), Paris, librairie Félix Alcan (1re éd. janvier 1922)